# Parafia św. Karola Boromeusza w Wejherowie
Parafia św. Karola Boromeusza w Wejherowie – rzymskokatolicka parafia położona po północnej stronie miasta, na terenie osiedla Śmiechowo – Północ w wejherowskiej dzielnicy Śmiechowo przy ulicy Gryfa Pomorskiego. Wchodzi w skład dekanatu Wejherowo, który należy do archidiecezji gdańskiej.

## Historia
- 13 maja 2011 – Arcybiskup Metropolita Gdański – Sławoj Leszek Głódź, dekretem biskupim erygował i ustanowił parafię[1];
- 1 lipca 2013 – wejście w życie dekretu o granicach parafii. W jej obszar wcielono wschodnią część parafii pw. NMP Królowej Polski oraz leżące do tej pory w obrębie granic parafii św. Anny – os. Sikorskiego w Śmiechowie;
- Luty 2021 – zakończyły się prace związane z zagospodarowaniem terenu poprzez postawienie ogrodzenia, którego dwie części stanowią granicę parafialnej działki;
- Marzec 2021 – realizacja kolejnego etapu prac związanych z salką nad kaplicą;
- 20 czerwca 2021 – uroczystości związane z 10. rocznicą powstania parafii – przy ołtarzu polowym, połączone z udzieleniem sakramentu bierzmowania przez abpa Tadeusza Wojdę SAC – metropolitę gdańskiego;
- Wrzesień 2021 – zakończenie pracy przy kopule kościoła (aktualnie kopuła jest wykończona zewnętrznie od szczytu do poziomu dachu[2]);
- Grudzień 2021 – kościół jest obecnie w budowie, a msze i wszystkie sakramenty sprawowane są w kaplicy parafialnej.

## Proboszczowie
- 2011–2017: ks. mgr Adam Pleskot[3]
- 2017–2019: ks. kan. Piotr Lewańczyk[4]
  - ks. mgr lic. Marcin Mieszczuk[5] – administrator parafii (23 X – 7 XII 2019)
- od 8 XII 2019: ks. kan. mgr Andrzej Leszczyński[6][7][8]
  - wicedziekan od 25 X 2023